# Mistrzostwa Europy we Wspinaczce Sportowej 2013

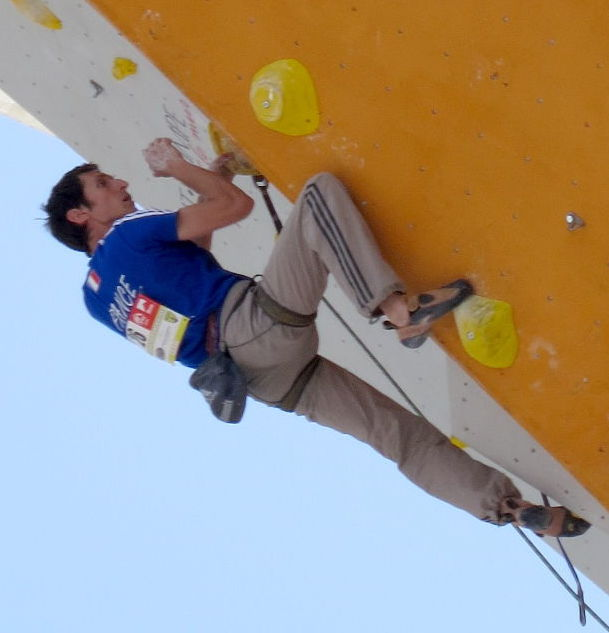
Romain Desgranges (FRA) – Mistrz Europy 2013 w prowadzeniu.

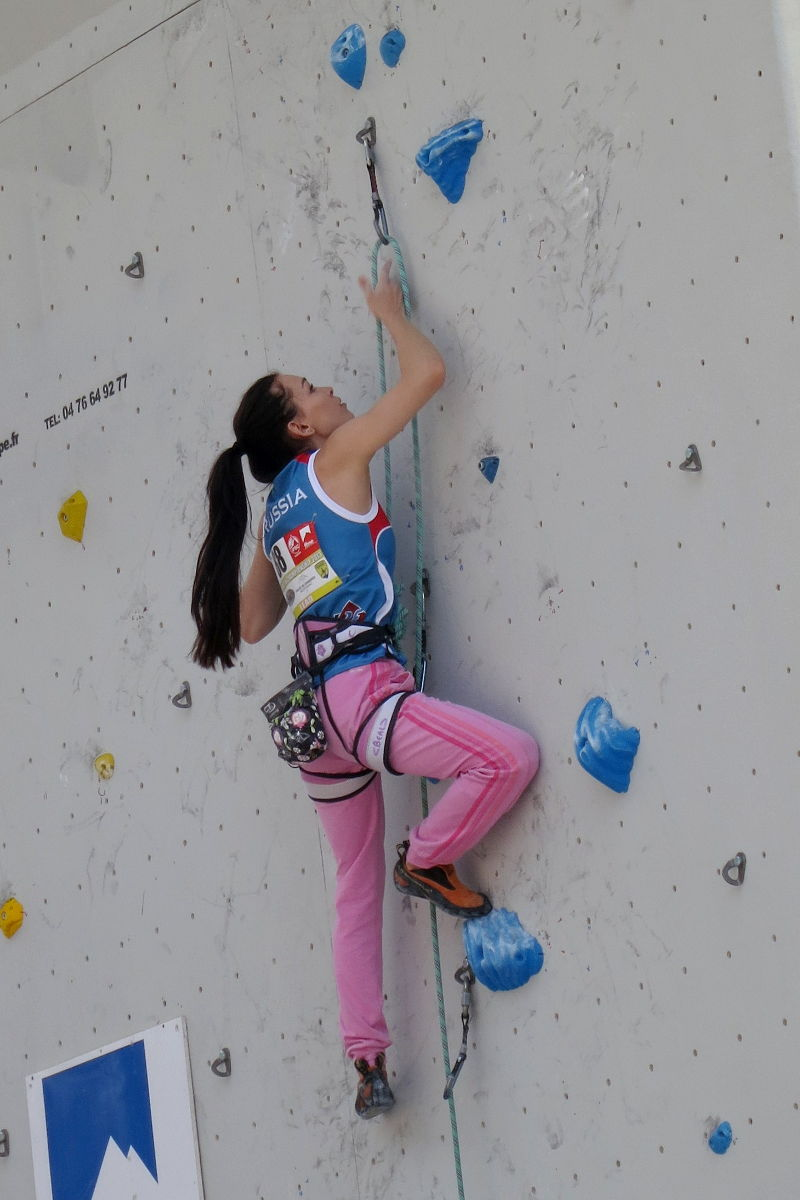
Dinara Fachritdinowa (RUS) – Mistrzyni Europy 2013 w prowadzeniu.

Mistrzostwa Europy we wspinaczce sportowej 2013 – 10. edycja mistrzostw Europy we wspinaczce sportowej, która odbyła się w 2013 roku i była przeprowadzona w dwóch terminach i w dwóch miastach. Zawody w prowadzeniu i wspinaczkę na szybkość przeprowadzono we Francji w Chamonix (w terminie 10–13 lipca), a konkurencje: boulderingu od 31 sierpnia do 1 września w holenderskim Eindhoven. Polscy wspinacze Aleksandra Mirosław i Marcin Dzieński zostali wicemistrzami Europy we wspinaczce sportowej (w konkurencji na szybkość).
Podczas zawodów wspinaczkowych zawodnicy i zawodniczki rywalizowali w 6 konkurencjach.

## Harmonogram
Legenda
| E | Eliminacje |  | Finał (ilość) |

| Francja, Chamonix (P + S) | Francja, Chamonix (P + S) | Francja, Chamonix (P + S) | Francja, Chamonix (P + S) | Francja, Chamonix (P + S) | Francja, Chamonix (P + S) | Francja, Chamonix (P + S) | Francja, Chamonix (P + S) |
| Lipiec 2013               | 9                         | 10                        | 11                        | 12                        | 13                        | 14                        |                           |
| ------------------------- | ------------------------- | ------------------------- | ------------------------- | ------------------------- | ------------------------- | ------------------------- | ------------------------- |
| Wspinaczka sportowa       |                           | E                         | E                         | 2                         | 2                         |                           |                           |

| Wspinaczka sportowa |  | E | 2 |  |

## Konkurencje
Mężczyźni
- bouldering, prowadzenie i wspinaczka na szybkość

Kobiety
- bouldering, prowadzenie i wspinaczka na szybkość

## Uczestnicy
Zawodnicy i zawodniczki podczas zawodów wspinaczkowych w 2013 roku rywalizowali w 6 konkurencjach. Łącznie do mistrzostw Europy zgłoszonych zostało 280 wspinaczy (każdy zawodnik miał prawo startować w każdej konkurencji, o ile do niej został zgłoszony i zaakceptowany przez IFCS i organizatora zawodów). 
| 1.    | Mężczyźni | 49    | 41 | 62 |     |
| 2.    | Kobiety   | 45    | 37 | 46 |     |
| Razem | Razem     | Razem | 94 | 78 | 108 |

### Reprezentacja Polski
- Kobiety:
  - we wspinaczce na szybkość; Aleksandra Mirosław zajęła 2 m., Klaudia Buczek 9 m., a Monika Prokopiuk była 11,
- Mężczyźni:
  - we wspinaczce na szybkość; Marcin Dzieński zajął 2 m., Jędrzej Komosiński 9 m., Karol Denis 25 m., Jakub Kozłowski 26 m., a Łukasz Świrk zajął 40–41 m.,
  - w boulderingu Jakub Jodłowski był sklasyfikowany na 47–48 m.

## Medaliści
| Konkurencja                       | Złoto                        | Srebro                               | Brąz                       |
| --------------------------------- | ---------------------------- | ------------------------------------ | -------------------------- |
| Mężczyźni                         |                              |                                      |                            |
| prowadzenie (Chamonix 13.07)      | Francja · Romain Desgranges  | Hiszpania · Ramón Julián Puigblanqué | Holandia · Jorg Verhoeven  |
| wsp. na szybkość (Chamonix 12.07) | Czechy · Libor Hroza         | Polska · Marcin Dzieński             | Ukraina · Danyjił Bołdyrew |
| bouldering (Eindhoven 01.09)      | Austria · Kilian Fischhuber  | Rosja · Dmitrij Szarafutdinow        | Austria · Jakob Schubert   |
| Kobiety                           |                              |                                      |                            |
| prowadzenie (Chamonix 13.07)      | Rosja · Dinara Fachritdinowa | Słowenia · Mina Markovič             | Francja · Hélène Janicot   |
| wsp. na szybkość (Chamonix 13.07) | Rosja · Anna Cyganowa        | Polska · Aleksandra Mirosław         | Rosja · Julija Lewoczkina  |
| bouldering (Eindhoven 01.09)      | Austria · Anna Stöhr         | Słowenia · Mina Markovič             | Francja · Mélanie Sandoz   |

## Klasyfikacja medalowa
* Organizatorzy zawodów zostali zaznaczeni tym kolorem, Polskę  oznaczono tekstem pogrubionym.
|                   |                   |                   |   |   |   |    |   |   |   |   |   |   |
| 1                 | Rosja             | 2                 | 1 | 1 | 4 | 0  | 1 | 0 | 2 | 0 | 1 |   |
| 2                 | Austria           | 2                 | 0 | 1 | 4 | 1  | 0 | 1 | 1 | 0 | 0 |   |
| 3                 | Francja *         | 1                 | 0 | 2 | 3 | 0  | 0 | 0 | 0 | 0 | 2 |   |
| 4                 | Czechy            | 1                 | 0 | 0 | 1 | 1  | 0 | 0 | 0 | 0 | 0 |   |
| 5                 | Polska            | 0                 | 2 | 0 | 2 | 0  | 1 | 0 | 0 | 1 | 0 |   |
| 5                 | Słowenia          | 0                 | 2 | 0 | 2 | 0  | 0 | 0 | 0 | 2 | 0 |   |
| 7                 | Hiszpania         | 0                 | 1 | 0 | 1 | 0  | 1 | 0 | 0 | 0 | 0 |   |
| 8                 | Holandia *        | 0                 | 0 | 1 | 1 | 0  | 0 | 1 | 0 | 0 | 0 |   |
| 8                 | Ukraina           | 0                 | 0 | 1 | 1 | 0  | 0 | 1 | 0 | 0 | 0 |   |
| Ogółem (9 państw) | Ogółem (9 państw) | Ogółem (9 państw) | 6 | 6 | 6 | 18 | 3 | 3 | 3 | 3 | 3 | 3 |

Źródło: